# Pozpátku (album)
Pozpátku je punk-rockové album rokycanské kapely Sex Deviants vydané v roce 2008.
Album se nese v rytmu rychlého melodického punku a střídání dvou vokálů mužských s ženským vokálem Oliny Peštové. Deska byla nahrána v plzeňském studiu EXavik a jedná se o v pořadí čtvrtou desku kapely. V roce 2006 při oslavách 10 let kapely natočila kapela videoklip na singl Kocourkov, který se v přezpívané podobě objevil na tomto albu.
Křest alba se odehrál 21. listopadu 2008 v Hořovicích a o den později v Plzni v klubu Pod Lampou.
Album obsahuje 10 písní včetně bonusu, vyšlo u vydavatelství Papagájův Hlasatel Records a jeho celková stopáž je 31 minut.

## Seznam skladeb
1. Lonely
2. Gaponěnko
3. Lampy
4. Příběhy
5. Koucourkov
6. Pozpátku
7. Čaroděj a víla
8. Tečky
9. Trafika
10. Dvakrát jsem žil
11. Orhosan (bonus)